# Günter Porsiel
Günter Porsiel (* 3. Januar 1933 in Vacha; † 14. März 2017) war ein deutscher Politiker (CDU) und Heimatforscher seines Wohnbezirkes Döhren-Wülfel im Süden Hannovers.

## Leben
Günter Porsiel wurde als erstes von drei Kindern von Friedrich Porsiel und dessen Ehefrau Erna, geb. Burghardt, geboren. Er wuchs vor allem in Bad Salzdetfurth auf. Nach einer Lehre zum Großhandelskaufmann in Hildesheim arbeitete er in Großunternehmen wie zum Beispiel der Continental AG.

### Parteipolitische Arbeit
In den Jahren 1986 bis 2001 war Porsiel Mitglied des SPD-Ortsvereins Döhren-Wülfel und mehrere Jahre in dessen Vorstand tätig. Sein besonderes Interesse galt schon damals der Seniorenarbeit. Von 1991 bis 2000 war er SPD-Ratsherr des Bezirks. Fünf Jahre war Porsiel Fraktionsvorsitzender und ebenfalls Kandidat für das Amt des Bezirksbürgermeisters. Im Jahr 2000 wechselte er zur CDU, in deren Ortsverband er ebenfalls als Bezirksratsherr tätig war. Des Weiteren war er Seniorenbeauftragter seiner Partei sowie Delegierter des Seniorenrates der niedersächsischen Landeshauptstadt Hannover.

### Soziales Engagement und Tätigkeit als Heimatforscher
Im Jahr 1977 war Günter Porsiel Gründungsmitglied des Arbeitskreises Volkshochschule „Döhren wird verändert“. In den folgenden Jahrzehnten engagierte er sich stark für die Geschichte seines Heimatstadtbezirks Döhren-Wülfel und veröffentlichte seine Forschungsergebnisse in mehreren Büchern. Unter anderem setzte sich Porsiel für die Erhaltung der historischen Arbeitersiedlung „Döhrener Jammer“ ein.
20 Jahre lang engagierte sich Günter Porsiel zudem im Ausschuss für Kriegsdienstverweigerer im Kreiswehrersatzamt Hannover, ebenso war er vier Jahre als Schöffe beim Amtsgericht Hannover tätig und acht Jahre ehrenamtlicher Richter beim Verwaltungsgericht Hannover.
Am 15. August 2006 wurde Günter Porsiel für seine Verdienste um das Wohl seiner Mitmenschen das Bundesverdienstkreuz am Bande verliehen.
Zusammen mit seiner Ehefrau Loni rief Günter Porsiel die Loni & Günter Porsiel-Stiftung ins Leben. Stiftungszweck ist „die Förderung der Altenhilfe durch die Unterstützung hilfebedürftiger Bürger im Rentenalter.“
Günter Porsiel lebte in Döhren und hatte zusammen mit seiner Frau Loni eine Tochter.

## Würdigung
Zu Ehren von Günter Porsiel wurde im hannoverschen Stadtteil Mittelfeld eine Straße nach ihm benannt.

## Werke
- 100 Jahre Ahornstrasse, 1904 – 2004, Hannover, Wohnungsgenossenschaft Heimkehr, 2004
- 1000 Jahre Döhren 983 – 1983. Döhren ein Stadtteil von Hannover. (Hrsg.), Hoffmann und Kaune, Hannover 1983
- Der Döhrener Turm und sein Umfeld, Sutton Verlag, Erfurt 2006, ISBN 978-3-89702-998-9
- Edelbert Aselmann – Einsiedler ... aus Döhren, Hannover Hoffmann, [2002?]
- Die Willmer. Das Rittergut Waldhausen und seine Umgebung. Hannover Hoffmann 2005
- Unser Mittelfeld. Ein erlebenswerter Stadtteil Hannovers. Hannover Eigenverlag 2007